# 김제동초등학교
김제동초등학교는 대한민국 전북특별자치도 김제시 신풍동에 있는 공립 초등학교이다.

## 학교 연혁
- 2014.09.01	제 20대 이삼춘 교장 부임
- 2014.03.01	25학급 편성(특수학급포함)
- 2014.02.14	제 60회 졸업(총 8763명)
- 2013.08.29	후관, 유치원 증개축 완공
- 2013.02.15	제59회 졸업 (졸업생 116명, 총 8,645명)
- 2012.03.01	19대 이권규 교장 부임
- 2012.02.15	제 58회 졸업(졸업생 121명 총 8529명)
- 2009.06.04	체육관 및 급식소 준공
- 2009.03.01	18대 양 민철 교장 부임
- 2005.03.01	17대 안기관 교장 부임
- 2004.03.01	16대 김영안 교장 부임
- 2002.03.01	15대 박건세 교장 부임
- 2000.03.01	14대 송승룡 교장 부임
- 1999.11.26	본관 개축공사 준공
- 1998.03.01	13대 문채성 교장 부임
- 1996.03.01	김제동초등학교로 개명
- 1993.03.01	12대 양기석 교장 부임
- 1989.03.01	11대 송기정 교장 부임
- 1987.03.01	10대 서재하 교장 부임
- 1985.04.01	9대 안재완 교장 부임
- 1983.03.01	병설유치원 개원
- 1982.03.01	8대 이삼종 교장 부임
- 1978.03.01	7대 노동현 교장 부임
- 1973.03.01	6대 강인순 교장 부임
- 1965.03.08	5대 박제양 교장 부임
- 1961.08.08	4대 김종만 교장 부임
- 1954.04.09	3대 주윤택 교장 부임
- 1950.05.13	2대 엄익천 교장 부임
- 1950.02.18	초대 온낙봉 교장 부임
- 1950.02.06	김제동국민학교 개교

## 참고 자료
- 김제동초등학교 - 한국교육학술정보원 학교알리미